# Campionats del món de ciclisme en ruta de 1972
Els Campionats del món de ciclisme en ruta de 1972 es disputaren el 5 i 6 d'agost de 1972 a Gap, França. Per culpa de la disputa dels Jocs Olímpics de Múnic sols es disputaren les proves professionals individuals masculina i femenina.

## Resultats
| Proves :                         | Or                           | Or         | Argent                             | Argent | Bronze                        | Bronze |
| Masculines                       |                              |            |                                    |        |                               |        |
| Cursa en línia masculina detalls | Marino Basso · Itàlia        | 7h 05' 59" | Franco Bitossi · Itàlia            | m. t.  | Cyrille Guimard · França      | m. t.  |
| Femenines                        |                              |            |                                    |        |                               |        |
| Cursa en línia femenina detalls  | Geneviève Gambillon · França | 1h 38' 41" | Lubov Zadoroznaya · Unió Soviètica | + 1"   | Anna Konkina · Unió Soviètica | + 1"   |

## Medaller
| Posició | País           | Or | Plata | Bronze | Total |
| 1       | Itàlia         | 1  | 1     | 0      | 2     |
| 2       | França         | 1  | 0     | 1      | 2     |
| 3       | Unió Soviètica | 0  | 1     | 1      | 2     |
| Total   | Total          | 2  | 2     | 2      | 6     |